# Stygarctus lambertii
Stygarctus lambertii is een soort in de taxonomische indeling van de beerdiertjes (Tardigrada). 
Het diertje behoort tot het geslacht Stygarctus en behoort tot de familie Stygarctidae. De wetenschappelijke naam van de soort werd voor het eerst geldig gepubliceerd in 1988 door Grimaldi de Zio, D'Addabbo Gallo, Morone de Lucia & Daddabbo Gallo.